# ドミンゴ (アルバム)
『ドミンゴ』(Domingo)は、ブラジルのミュージシャン、カエターノ・ヴェローゾとガル・コスタが1967年に連名で発表したスタジオ・アルバム。両名にとってデビュー・アルバムに当たる。

## 解説
音楽的には純粋なボサノヴァで、当時ヴェローゾはボサノヴァの創始者ジョアン・ジルベルトを称賛する一方、第二世代のボサノヴァに対しては「世俗的にすぎる（プロテスト音楽）か、あるいは気取りすぎている（ジャズ・ボサ）」と批判していた。ヴェローゾはLPの裏ジャケットのライナーノーツも執筆し、そこで「私のインスピレーションは今や、これまでと大きく違った道へ向かいつつある」と書いている。
Alvaro Nederはオールミュージックにおいて5点満点中4.5点を付け「ヴェローゾがこの翌年、トロピカリア運動を起動させる極めて革命的な『アレグリア・アレグリア (Caetano Veloso)』をリリースすることを知っている人にとっては、このアルバムは予想と全く違う」「ヴェローゾは既に優れたメロディと歌詞を生み出していた」と評している。また、ダン・クリストファーは著書『トロピカーリア ブラジル音楽を変革した文化的ムーヴメント』において「初期のボサノヴァをメランコリックに再解釈しているような趣き」「オーソドックスなボサノヴァを肯定することは、より過激な実験への序奏であると、示してもいる」と評している。

## 収録曲
特記なき楽曲はカエターノ・ヴェローゾ作。
1. コラサォン・ヴァガブンド - "Coração Vagabundo" - 2:27
2. オンヂ・エウ・ナッシー・パッサ・ウン・ヒオ/僕が生まれた町には川が流れている - "Onde Eu Nasci Passa um Rio" - 2:01
3. アヴァランダード - "Avarandado" - 2:46
4. ウン・ヂーア/ある日 - "Um Dia" - 3:12
5. ドミンゴ/日曜日 - "Domingo" - 1:26
6. ネニュマ・ドール/痛みなくして - "Nenhuma Dor" (Caetano Veloso, Torquato Neto) - 1:40
7. カンデイアス - "Candeias" (Edu Lobo) - 3:15
8. ヘメレッショ - "Remelexo" - 1:57
9. ミーニャ・セニョーラ - "Minha Senhora" (Gilberto Gil, T. Neto) - 4:16
10. ケン・ミ・デーラ - "Quem Me Dera" - 3:26
11. マリア・ジョアナ - "Maria Joana" (Sidney Miller) - 1:44
12. ザベレー - "Zabelê" (G. Gil, T. Neto) - 2:51

リード・ボーカルの内訳は下記の通り。
- カエターノ・ヴェローゾ&ガル・コスタ - 1. 5. 12.
- カエターノ・ヴェローゾ - 2. 4. 8. 10.
- ガル・コスタ - 3. 6. 7. 9. 11.

## カヴァー
- コラサォン・ヴァガブンド
  - ジョアン・ジルベルト - ヴェローゾがプロデュースしたアルバム『ジョアン 声とギター』（2000年）に収録[5]。
  - naomi & goro - カヴァー・アルバム『Bossa Nova Songbook 2』（2009年）に収録[6]。
- アヴァランダード
  - ジョアン・ジルベルト - アルバム『三月の水』（1973年、原題：João Gilberto）に収録[7]。
- ケン・ミ・デーラ
  - デヴェンドラ・バンハート&ロドリゴ・アマランテ - トリビュート・アルバム『A Tribute to Caetano Veloso』（2012年）に収録[8]。